# Битва під Заславом (1534)
Битва під Заславом 1534 р. під командуванням Венжика Хмельницького.
В 1534 як тільки Венжик Хмельницький був обраний гетьманом, татари через Дніпро почали напад на Волинь. Венжик з українськими козаками пішов під Заслав. Розділених на групи запоріжців послав на кордони для дрібних безперервних нападів на татарські відділи під час їх походів та ночівок, щоб скласти у ворога враження, що в козаків незначні сили, і тоді приєднатися до основних загонів під Заславом.
Такий спосіб ведення «партизанської війни» ввів татар в оману, що козаків тільки невеликі розділи і з ними сміло можна розправитись. Татари йшли сміло вперед, поки не вийшли під Заславом (суч. Ізяслав) на козацьке військо.
Гетьман Хмельницький удався до тактики табору: він оточив возами невеликий загін козаків (піхоти) з важкою артилерією, а сам з кіннотою (з основним військом) став в укриття за містом (за гаями). Коли татари своєю звичайною тактикою з галасом та криком оточили козацький табір, гетьман з тилу і з боків вийшов на противника, наказав тільки раз дати вогонь з гармат і взяв татар на списи та бив їх шаблями. Татари, не сподіваючись нападу, у повній паніці почали тікати в різні сторони. Гетьман наказав йти за ними в погоню в різні сторони і добивати окремі підрозділи, при цьому строго наказав триматися військового строю та порядку, тому що знав, що татари, втікаючи, могли зібратися купами і напасти. Сам з основним корпусом пішов посередині. Гетьман, забравши багаті трофеї з тріумфом ввійшов в Заслав, приймався всюди з великою повагою.